# Eisothistos tayronae
Eisothistos tayronae är en kräftdjursart som beskrevs av Müller 1990. Eisothistos tayronae ingår i släktet Eisothistos och familjen Expanathuridae. Inga underarter finns listade i Catalogue of Life.